# Near-me area network

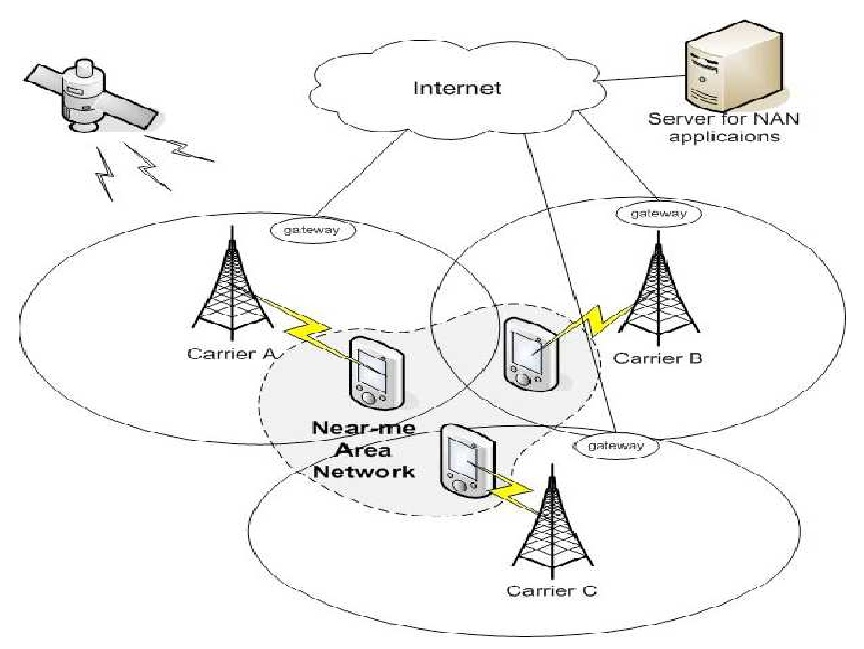
Figura 1: Exemple xarxa de prop (NAN)

La xarxa de cerca (NAN) o en anglès (Near-me area network) és una xarxa de comunicació lògica que s'acostuma a situar en la part superior d'infraestructures de xarxes ja existents, centrant-se en la comunicació de dispositius sense fil situats en les proximitats. La diferencia d'aquestes rets amb les (LAN) és que els dispositius d'una NAN poden pertànyer a diferents xarxes el que comporta diferents propietaris. El concepte NAN es basa en serveis basats en la localització dels dispositius mòbils (LBS), en fer ús de la posició geogràfica d'aquests proporciona als usuaris informació específica de la seva ubicació, tot això limitat per una certa proximitat. La Red de cerca NAN té les seves arrels en la (NFC) la qual es basa en la identificació per ràdio freqüència (RFID), o RFID. El RFID permet a l'usuari enviar ones de ràdio a través d'una etiqueta electrònica d'identificació passiva per la qual rep una autentificació i un rastreig.

## Tipus de xarxes

### Xarxes d'Àrea Local (LAN)
Les xarxes d'àrea local (LAN) són de propietat privada i tenen una extensió de quilòmetres, s'utilitzen per connectar ordinadors personals o de treball per compartir i/o intercanviar informació. Aquest tipus de xarxes estan restringides en grandària perquè el seu temps de transmissió, en el pitjor dels casos sigui suficientment eficient. La tecnologia de difusió que utilitza és un cable al qual estan connectades totes les màquines. Operen a velocitats entre 1 i 100 Mpbs i experimenten molt pocs retards.

### Xarxa d'àrea personal (PAN)
Les xarxes (PAN) són com les LAN però sense fils i amb un rang de pocs metres, permetent als dispositius informàtics com una impressora comunicar-se amb altres dispositius com ordinadors.

### Xarxes d'àrea prop-meu (NAN)
Les xarxes NAN són xarxes que no utilitzen fils i s'han format gràcies a la creixent popularitat de la ubicació habilitada (GPS-enabled) dels dispositius mòbils. Els dispositius d'un NAN com que poden pertànyer a diferents infraestructures de xarxa es diferencien depenen:
- NAN tancat: En aquest format el dispositiu de la xarxa és l'operador mòbil mateix, el (GPS) no és necessari, la ubicació s'identifica mitjançant un procés de triangulació tot i que necessita mantenir una base de dades d'ubicacions el que comporta limitacions.
- NAN activat: En aquest format el dispositiu de la xarxa és un servidor central d'Internet, és necessari localitzador GPS i connexió a Internet a part de tenir formats compatibles entre dispositius mòbils.

### Xarxes d'Àrea Metropolitana (MAN)
Les xarxes (MAN) són una versió més gran de les LAN i utilitzen una tecnologia molt similar. A 2016 aquesta classificació està en desús.

### Xarxes d'Àrea Àmplia (WAN)
Les xarxes (WAN) són les que s'estenen sobre una àrea geogràfica més extensa. Estan formades per una col·lecció de màquines dedicades a executar els programes d'usuaris (hosts). Aquests estan connectats a una xarxa que porta els missatges d'un host a un altre i els host accedeixen a la subxarxa de la WAN a través d'un router.
La subxarxa té diferents elements:
- Línies de comunicació: Són les que mobilitzen els bits d'una màquina a una altra.
- Elements de commutació: Són màquines especialitzades que connecten dues o més línies de transmissió, aquestes s'anomenen routers.

Cada host també està connectat a una LAN en la qual hi ha el router que s'encarrega d'enviar la informació per la subxarxa. Una WAN conté nombrosos cables connectats a un parell d'encaminadors. Si dos encaminadors que no comparteixen cable, desitgen comunicar-se, han de fer-ho a través d'encaminadors intermedis el que comporta que cada paquet es rep complet en cada un dels intermedis i s'emmagatzema allà fins que la línia de sortida requerida estigui lliure.

## Aplicacions de NAN existents
WhosHereAquesta aplicació mostra a l'usuari les persones més properes que coincideixen amb els seus interessos, també pots intercanviar missatges de text i el que pot comportar és que es redueixi la necessitat de demanar números de telèfon, correus electronics o adreces IP.
LooptAquesta aplicació actualitza periòdicament el seu propi servidor i consulta a aquest on són els seus amics, els pots veure en un mapa detallat i a més a més també pots rebre alertes si aquests estan a prop.
HandshakeAquesta aplicació emmagatzema la informació de l'usuari sobre la seva ubicació i es pot accedir a aquesta a través de les xarxes socials. Aplicació desenvolupada per yahoo.
WhozThatAquesta aplicació facilita la creació de xarxes socials per als mòbils, integra xarxes socials com (Facebook) i (MySpace) amb dispositius mòbils proporcionant informació sobre els amics i la gent al voltant de l'usuari. Aquests dispositius necessiten tenir la capacitat de transmissió sense fils com (Bluetooth) o (Wi-fi) i una connexió d'àrea àmplia a Internet.

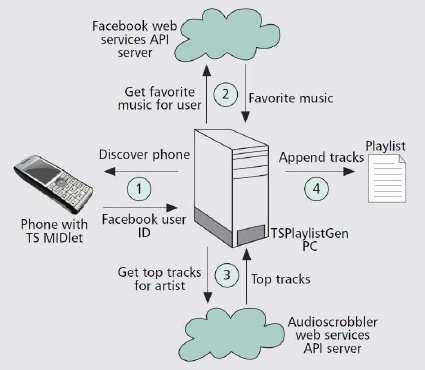
Figura 1: Exemple esquema Whothat

## Avantatges i desavantatges
AvantatgesEls avantatges més destacables de les xarxes NAN són que en faciliten la vida social, la comunicació entre dispositius sense fil en xarxes d'infraestructures diferents, tenim grans avantatges pel que fa als serveis basats en la localització actual i la comunicació entre dues persones dins de certa proximitat.
DesavantatgesEls desavantatges per altra banda els trobem en la disponibilitat i els costos dels dispositius capaços d'interaccionar amb les xarxes NAN, la precisió del GPS que varia segons el senyal i que aquest no està ben implementat per tot el territori, a més a més també trobem certes mancances de privacitat.